# Campionati del mondo di atletica leggera indoor 2012 - Getto del peso femminile

## Risultati

### Qualificazione
Si qualificano alla finale chi supera 18,60 m o rientra tra le prime 8.
| Pos | Nome                      | Nationality   | #1    | #2    | #3    | Ris   | Note      |
| --- | ------------------------- | ------------- | ----- | ----- | ----- | ----- | --------- |
| 1   | Valerie Adams             | Nuova Zelanda | 19.43 |       |       | 19.43 | Q         |
| DQ  | Nadzeya Astapchuk         | Bielorussia   | 19.26 |       |       | 19.26 | Q, Doping |
| 2   | Jillian Camarena-Williams | Stati Uniti   | x     | 19.11 |       | 19.11 | Q         |
| 3   | Nadine Kleinert           | Germania      | 19.00 |       |       | 19.00 | Q         |
| 4   | Michelle Carter           | Stati Uniti   | 18.61 |       |       | 18.61 | Q         |
| 5   | Irina Tarasova            | Russia        | 18.33 | 18.49 | 18.57 | 18.57 | q         |
| 6   | Yevgeniya Kolodko         | Russia        | 18.28 | 18.52 | 18.36 | 18.52 | q         |
| 7   | Liu Xiangrong             | Cina          | 18.29 | x     | 18.13 | 18.29 | q         |
| 8   | Alena Kopets              | Bielorussia   | 17.80 | x     | x     | 17.80 |           |
| 9   | Christina Schwanitz       | Germania      | 17.19 | x     | 17.58 | 17.58 |           |
| 10  | Misleydis González        | Cuba          | 17.17 | 17.12 | 17.32 | 17.32 |           |
| 11  | Leila Rajabi              | Iran          | 16.98 | 17.29 | 17.08 | 17.29 |           |
| 12  | Paulina Guba              | Polonia       | 16.72 | 16.92 | 17.15 | 17.15 |           |
| 13  | Jessica Cérival           | Francia       | 15.89 | 16.18 | 16.47 | 16.47 |           |
| 14  | Úrsula Ruiz               | Spagna        | x     | 16.43 | 15.70 | 16.43 |           |
| 15  | Halyna Obleščuk           | Ucraina       | 16.15 | 16.39 | 16.13 | 16.39 |           |
| 16  | Emel Dereli               | Turchia       | 16.02 | x     | 15.99 | 16.02 |           |
| NCL | Radoslava Mavrodieva      | Bulgaria      | x     | x     | x     | NM    |           |

### Final
8 athletes from 6 countries participated.  The final started at 18:11 and ended at 19:00.
| Rank | Athlete                   | Nationality   | #1    | #2    | #3    | #4    | #5    | #6    | Result | Notes  |
| ---- | ------------------------- | ------------- | ----- | ----- | ----- | ----- | ----- | ----- | ------ | ------ |
| 1    | Valerie Adams             | Nuova Zelanda | x     | 20.48 | x     | 20.41 | 20.29 | 20.54 | 20.54  | AR     |
| DQ   | Nadzeya Astapchuk         | Bielorussia   | 20.20 | x     | 20.12 | x     | 20.42 | x     | 20.42  | Doping |
| 2    | Michelle Carter           | Stati Uniti   | 18.88 | 19.36 | 19.58 | 19.30 | 18.66 | x     | 19.58  | SB     |
| 3    | Jillian Camarena-Williams | Stati Uniti   | 18.70 | 19.44 | x     | 19.32 | x     | 19.24 | 19.44  |        |
| 4    | Nadine Kleinert           | Germania      | 19.11 | 19.29 | 19.27 | x     | x     | 18.91 | 19.29  |        |
| 5    | Liu Xiangrong             | Cina          | 17.89 | x     | 18.04 | x     | x     | 18.63 | 18.63  | SB     |
| 6    | Yevgeniya Kolodko         | Russia        | 17.61 | 17.41 | 17.88 | 18.09 | 18.17 | 18.57 | 18.57  |        |
| 7    | Irina Tarasova            | Russia        | 18.10 | 18.19 | 18.28 | 18.26 | 18.54 | x     | 18.54  |        |